# Ranatra kirkaldyi
Ranatra kirkaldyi är en insektsart som beskrevs av Torre-bueno 1905. Ranatra kirkaldyi ingår i släktet Ranatra och familjen vattenskorpioner.

## Underarter
Arten delas in i följande underarter:
- R. k. kirkaldyi
- R. k. hoffmanni